# Totò, Peppino e i fuorilegge
Totò, Peppino e i fuorilegge é um filme italiano de 1956, dirigido por Camillo Mastrocinque. 

## Sinopse
Antonio (Totò) é um desempregado de meia-idade, casado com Teresa (Titina de Filippo), uma mulher rica e a filha Valeria. A mulher não lhe dá dinheiro nenhum. Com a cumplicidade de Peppino, o barbeiro da aldeia, Totó faz crer à mulher que foi sequestrado por Ignazio, chamado "Il Torchio" (Memmo Carotenuto), um perigoso bandido da zona. Conseguem o dinheiro e vão divertir-se para Roma. Entretanto a mulher dele descobre que foi enganada e, quando os bandidos de Ignazio capturam Totò e exigem um resgate, ela recusa-se a pagar pensando que é outra vez um esquema do marido para lhe sacar mais dinheiro.

## Elenco
- Totò: Antonio
- Peppino De Filippo: Peppino
- Titina De Filippo: Teresa
- Dorian Gray: Valeria
- Franco Interlenghi: Alberto
- Maria Pia Casilio: Rosina
- Barbara Shelley: la baronessa
- Teddy Reno: sè stesso
- Andreina Zani: la dama di compagnia della baronessa, detta "Filippo"
- Memmo Carotenuto: Ignazio detto "il Torchio"
- Mario Castellani: il braccio destro del Torchio
- Mario Meniconi: il Guercio
- Mimmo Poli: il bandito-cuoco
- Gino Scotti: il professore
- Guido Martufi: il giovane aiutante di Peppino